# Igor Borisov
Igor Andrejevič Borisov (rusko Игорь Андреевич Борисов), ruski veslač, * 5. april 1924, Moskva, † 10. oktober 2003.
Borisov je ruski veslač, ki je za Sovjetsko zvezo nastopil na Poletnih olimpijskih igrah 1952 v Helsinkih. Veslal je v osmercu, ki je takrat osvojil srebrno olimpijsko medaljo. 